# Potenz-beschränktes Element
Ein potenz-beschränktes Element ist ein Element eines topologischen Ringes, dessen Potenzen beschränkt sind. Diese Elemente finden Anwendung in der Theorie adischer Räume.

## Definition
Sei {\displaystyle A} ein topologischer Ring. Eine Teilmenge {\displaystyle T\subset A} heißt beschränkt, falls für jede Umgebung {\displaystyle U} der Null eine offene Umgebung {\displaystyle V} der Null existiert, sodass {\displaystyle T\cdot V:=\{t\cdot v\mid t\in T,v\in V\}\subset U} gilt. Ein Element {\displaystyle a\in A} heißt potenz-beschränkt, falls die Menge {\displaystyle \{a^{n}\mid n\in \mathbb {N} \}} beschränkt ist.

## Beispiele
- Ein Element {\displaystyle x\in \mathbb {R} } ist genau dann potenz-beschränkt, wenn {\displaystyle |x|\leq 1} gilt.
- Ist allgemeiner {\displaystyle A} ein topologischer kommutativer Ring, dessen Topologie von einem Betrag induziert wird, dann ist ein Element {\displaystyle x\in A} genau dann potenz-beschränkt, wenn {\displaystyle |x|\leq 1} gilt. Ist der Betrag nicht-archimedisch, so bilden die potenz-beschränkten Elemente einen Teilring, der mit {\displaystyle A^{\circ }} bezeichnet wird. Das folgt aus der ultrametrischen Ungleichung.
- Der Ring der potenz-beschränkten Elemente in {\displaystyle \mathbb {Q} _{p}} ist {\displaystyle \mathbb {Q} _{p}^{\circ }=\mathbb {Z} _{p}}.
- Jedes topologisch nilpotente Element ist potenz-beschränkt.[2]